# Yachay (ciudad)
La Ciudad del Conocimiento Yachay es la primera ciudad planificada del Ecuador. Fundada en 2012 y habitada desde 2014, su carácter es principalmente universitario, investigativo e industrial. Está ubicada en el cantón San Miguel de Urcuquí, provincia de Imbabura, en la cordillera de los Andes al norte de Ecuador.
En la Ciudad Yachay se encuentra la Universidad de Investigación de Tecnológica Experimental Yachay, cuyo objetivo es articular su actividad con institutos de investigación, centros de transferencia tecnológica, empresas de alta tecnología y diversas instituciones tanto públicas como privadas.
La Universidad Tecnológica Experimental Yachay en el año 2014 recibió su primera población estudiantil, con docentes de universidades e institutos tecnológicos de varios países.
La Ciudad Yachay pretende desarrollar junto al sector público y privado el primer parque tecnológico propio del Ecuador y la primera ciudad de este tipo en Latinoamérica.

## Ciudad planificada
La ciudad Yachay es una zona urbana prevista para desarrollar investigación, ciencia y tecnología con el objetivo de alcanzar el Buen Vivir y contribuir en el cambio de la matriz productiva del Ecuador.
La ciudad está planificada con una política industrial orientada a la exportación y el desarrollo tecnológico de alto valor agregado. La proyección es que tenga 120.000 habitantes dentro de los 30 años siguientes a su inicio.
Los principios de la ciudad son los siguientesː compacta, caminable, ubicua, integradora, humana, resiliente y verde.

## Modelo de desarrollo
La ejecución de Yachay, proyectada al año 2045 avanza en base al Plan Maestro que determina cuatro zonas de vida en las 4 489 hectáreas que conforman la ciudad:
Área 1: Funciones administrativas, académicas, investigación y desarrollo de actividades productivas.
Área 2: Zona industria para funciones de investigación, desarrollo de alta tecnología para el crecimiento de la industria nacional del Ecuador.
Área 3: Funciones de agroturismo para atraer la inversión de empresas y apoyar la actividad recreativa de extranjeros y nacionales.
Área 4: Investigación de biotecnología para mejorar la producción y productividad agrícola, y contribuir al incremento del valor agregado sectorial.

## Zona de desarrollo económico
El 20 de septiembre de 2013, el Consejo Sectorial de la Producción constituyó a la Ciudad del Conocimiento Yachay, como Zona Especial de Desarrollo Económico (ZEDE) de tipo tecnológico, industrial y logístico.
Es un destino aduanero en un espacio delimitado del territorio nacional con régimen especial aduanero, de comercio exterior y tributario, donde se asentarán nuevas inversiones con incentivos específicos que se detallan en el Código Orgánico de la Producción, Comercio e Inversiones (COPCI), y condicionados al cumplimiento de los objetivos específicos establecidos en dicho código, para fomentar la inversión al amparo de los incentivos especiales definidos en el COPCI.

## Relación con la comunidad
En la planificación y ejecución de los programas y proyectos de Ciudad Yachay se consideran a las comunidades parte del polígono de influencia como un eje fundamental para el éxito del proyecto. Entre los proyectos que se ejecutan en la Ciudad del Conocimiento Yachay están:

### Mi Barrio Lindo
Mediante un Convenio de Cooperación Interinstitucional entre la empresa pública Yachay y el Gobierno Autónomo Descentralizado Municipal de San Miguel de Urcuquí, desde septiembre del 2014, ponen en marcha el Plan de Desarrollo y Ordenamiento Territorial del Cantón Urcuquí llamado Mi Barrio Lindo.
La iniciativa busca la transformación de la dinámica económica y social de las comunidades a partir de acciones de participación ciudadana en actividades de ornato, adecentamiento de frentes y fachadas de las casas, mantenimiento de áreas verdes, recolección de escombros, labores de albañilería y limpieza en general.

### Rehabilitación patrimonial
Ciudad Yachay con el Ministerio de Cultura y Patrimonio trabajan en la conservación del entorno patrimonial-cultural de las parroquias de Urcuquí.
En el año 2013 inició la ejecución de obras de desarrollo entre ellas la restauración de 170 viviendas patrimoniales de las parroquias San Blas, Pablo Arenas, Tumbabiro, Cahuasquí y La Merced de Buenos Aires, parte del polígono de influencia de la Ciudad del Conocimiento.
Además, la rehabilitación de seis plazas en las parroquias de Urcuquí, San Blas, Tumbabiro, Pablo Arenas, Cahuasquí y Salinas de Ibarra, el mercado de Urcuquí, el eje del tren y la biblioteca de Tumbabiro.

## Turismo
Ciudad Yachay ofrece a los visitantes nacionales y extranjeros una variada agenda de actividades turísticas en la Ciudad del Conocimiento. El componente arquitectónico es uno de los atractivos principales del lugar, tanto por la rehabilitación de las edificaciones patrimoniales como por la historia de más de dos centurias que reposan en sus paredes.